# 2. česká hokejová liga
Die 2. Liga (offiziell 2. česká hokejová liga) ist die dritthöchste Spielklasse im tschechischen Eishockey. Die Liga, die 1993 im Zuge der Trennung Tschechiens von der Slowakei entstand, wird vom tschechischen Eishockeyverband durchgeführt. Der oder die Sieger der Playoffs der 2. Liga ist zur Teilnahme an der 1. Liga-Relegation berechtigt.

## Geschichte
Die Liga wurde 1993 im Zuge der Auflösung der Tschechoslowakei gegründet und als dritthöchste Spielklasse Tschechiens unterhalb der Extraliga und der 1. Liga geschaffen. Unterhalb der 2. Liga befinden sich diverse regionale Meisterschaften.

## Übersicht der Meister
Die folgende Tabelle stellt die Meister und Aufsteiger in die 1. Liga dar. Mannschaften, die in der Relegation den Aufstieg in die 1. Liga erreichten, sind fett markiert.
| Saison  | Meister                                                            | Meister                                                            | Meister                                                            | Meister                                                            | Meister                                                            | Meister                                                            |
| ------- | ------------------------------------------------------------------ | ------------------------------------------------------------------ | ------------------------------------------------------------------ | ------------------------------------------------------------------ | ------------------------------------------------------------------ | ------------------------------------------------------------------ |
| 1993/94 | IHC Písek                                                          | IHC Písek                                                          | IHC Písek                                                          | HC ZVVZ Milevsko                                                   | HC ZVVZ Milevsko                                                   | HC ZVVZ Milevsko                                                   |
| 1994/95 | HC Becherovka Karlovy Vary                                         | HC Becherovka Karlovy Vary                                         | SK Horácká Slavia Třebíč                                           | HC Stadion Liberec                                                 | HC Stadion Liberec                                                 | HC Přerov                                                          |
| 1995/96 | SK Horácká Slavia Třebíč                                           | SK Horácká Slavia Třebíč                                           | HC Příbram                                                         | SK Karviná                                                         | SK Karviná                                                         | HC ZVVZ Milevsko                                                   |
| 1996/97 | SK Horácká Slavia Třebíč                                           | SK Horácká Slavia Třebíč                                           | SK Horácká Slavia Třebíč                                           | HC Znojmo                                                          | HC Znojmo                                                          | HC Znojmo                                                          |
| 1997/98 | HC Šumperk                                                         | HC Šumperk                                                         | HC Šumperk                                                         | SK Kadaň                                                           | SK Kadaň                                                           | SK Kadaň                                                           |
| 1998/99 | HC Slovan Ústí nad Labem                                           | HC Slovan Ústí nad Labem                                           | HC Slovan Ústí nad Labem                                           | HC Šumperk                                                         | HC Šumperk                                                         | HC Šumperk                                                         |
| 1999/00 | HC Slovan Ústí nad Labem                                           | HC Slovan Ústí nad Labem                                           | HC Slovan Ústí nad Labem                                           | HC Ytong Brno                                                      | HC Ytong Brno                                                      | HC Ytong Brno                                                      |
| 2000/01 | BK Mladá Boleslav                                                  | BK Mladá Boleslav                                                  | HC Baník Most                                                      | HC Baník Most                                                      | HC Nový Jičín                                                      | HC Nový Jičín                                                      |
| 2001/02 | BK Mladá Boleslav                                                  | BK Mladá Boleslav                                                  | HC Baník Most                                                      | HC Baník Most                                                      | HC Orlová                                                          | HC Orlová                                                          |
| 2002/03 | HC Benátky nad Jizerou                                             | HC Benátky nad Jizerou                                             | HC Olomouc                                                         | HC Olomouc                                                         | HC Orlová                                                          | HC Orlová                                                          |
| 2003/04 | KLH Vajgar Jindřichův Hradec                                       | KLH Vajgar Jindřichův Hradec                                       | HC Baník Most                                                      | HC Baník Most                                                      | HC Sareza Ostrava                                                  | HC Sareza Ostrava                                                  |
| 2004/05 | KLH Vajgar Jindřichův Hradec                                       | KLH Vajgar Jindřichův Hradec                                       | HC Rebel Havlíčkův Brod                                            | HC Rebel Havlíčkův Brod                                            | HC Prostějov                                                       | HC Prostějov                                                       |
| 2005/06 | HC Rebel Havlíčkův Brod                                            | HC Rebel Havlíčkův Brod                                            | IHC Písek                                                          | IHC Písek                                                          | VSK Technika Brno                                                  | VSK Technika Brno                                                  |
| 2006/07 | HC Vrchlabí                                                        | HC Vrchlabí                                                        | HC Most                                                            | HC Most                                                            | HC Šumperk                                                         | HC Šumperk                                                         |
| 2007/08 | VSK Technika Brno                                                  | VSK Technika Brno                                                  | HC Chrudim                                                         | HC Chrudim                                                         | HC Benátky nad Jizerou                                             | HC Benátky nad Jizerou                                             |
| 2008/09 | Hokej Šumperk 2003                                                 | Hokej Šumperk 2003                                                 | HC Tábor                                                           | HC Tábor                                                           | HC ZVVZ Milevsko                                                   | HC ZVVZ Milevsko                                                   |
| 2009/10 | HC Stadion Litoměřice                                              | HC Stadion Litoměřice                                              | IHC Písek                                                          | IHC Písek                                                          | HC Bobři Valašské Meziříčí                                         | HC Bobři Valašské Meziříčí                                         |
| 2010/11 | KLH Vajgar Jindřichův Hradec                                       | KLH Vajgar Jindřichův Hradec                                       | HC Baník Most                                                      | HC Baník Most                                                      | Salith Šumperk                                                     | Salith Šumperk                                                     |
| 2011/12 | HC Klášterec nad Ohří                                              | HC Klášterec nad Ohří                                              | SHK Hodonín                                                        | SHK Hodonín                                                        | HC AZ Havířov 2010                                                 | HC AZ Havířov 2010                                                 |
| 2012/13 | HC Tábor                                                           | HC Tábor                                                           | VSK Technika Brno                                                  | VSK Technika Brno                                                  | HC AZ Havířov 2010                                                 | HC AZ Havířov 2010                                                 |
| 2013/14 | HC Baník Sokolov                                                   | HC Baník Sokolov                                                   | SC Kolín                                                           | SC Kolín                                                           | LHK Jestřábi Prostějov                                             | LHK Jestřábi Prostějov                                             |
| 2014/15 | HC Baník Sokolov                                                   | HC Baník Sokolov                                                   | HC Tábor                                                           | HC Tábor                                                           | HC Zubr Přerov                                                     | HC Zubr Přerov                                                     |
| 2015/16 | HC Tábor                                                           | HC Tábor                                                           | HC Vlci Jablonec nad Nisou                                         | HC Vlci Jablonec nad Nisou                                         | HC Frýdek-Místek                                                   | HC Frýdek-Místek                                                   |
| 2016/17 | HC Vlci Jablonec nad Nisou                                         | HC Vlci Jablonec nad Nisou                                         | BK Havlíčkův Brod                                                  | BK Havlíčkův Brod                                                  | VHK ROBE Vsetín                                                    | VHK ROBE Vsetín                                                    |
| 2017/18 | BK Havlíčkův Brod                                                  | BK Havlíčkův Brod                                                  | HC Vlci Jablonec nad Nisou                                         | HC Vlci Jablonec nad Nisou                                         | HC RT Torax Poruba                                                 | HC RT Torax Poruba                                                 |
| 2018/19 | HC Baník Sokolov                                                   | HC Baník Sokolov                                                   | HC Stadion Vrchlabí                                                | BK Havlíčkův Brod                                                  | BK Havlíčkův Brod                                                  | HC Moravské Budějovice 2005                                        |
| 2019/20 | HC Stadion Vrchlabí                                                | HC Stadion Vrchlabí                                                | SC Kolín                                                           | SC Kolín                                                           | Draci Šumperk                                                      | Draci Šumperk                                                      |
| 2020/21 | Der Spielbetrieb wurde aufgrund der Covid-19-Pandemie abgebrochen. | Der Spielbetrieb wurde aufgrund der Covid-19-Pandemie abgebrochen. | Der Spielbetrieb wurde aufgrund der Covid-19-Pandemie abgebrochen. | Der Spielbetrieb wurde aufgrund der Covid-19-Pandemie abgebrochen. | Der Spielbetrieb wurde aufgrund der Covid-19-Pandemie abgebrochen. | Der Spielbetrieb wurde aufgrund der Covid-19-Pandemie abgebrochen. |
| 2021/22 | HC Tábor                                                           | HC Tábor                                                           | HC Rodos Dvůr Králové                                              | HC Rodos Dvůr Králové                                              | HK Nový Jičín                                                      | HK Nový Jičín                                                      |